# Nae anae-ui modeun geot
Nae anae-ui modeun geot (내 아내의 모든 것?, Nae anae-ŭi modŭn gŏtMR), noto anche con il titolo internazionale All About My Wife, è un film del 2012 diretto da Min Kyu-dong. La pellicola è il rifacimento del film argentino del 2008 Un novio para mi mujer.

## Trama
Doo-hyun, dopo sette anni di matrimonio, non sopporta più il comportamento della moglie Jung-in, ma non riesce a trovare il coraggio per chiederle il divorzio, temendo tutte le discussioni che ne scaturirebbero. Dopo avere parlato con il suo vicino di casa, Jang Sung-ki, elabora così un particolare piano: quest'ultimo, celebre per il suo successo con le donne, sedurrà sua moglie, affinché sia lei a chiedere per prima il divorzio. Il piano procede come stabilito, tuttavia Doo-hyun si accorge di amare ancora sua moglie e di avere compiuto vari errori nella loro relazione; Jung-In, accortasi dei sentimenti del marito, decide così di non divorziare.

## Distribuzione
In Corea del Sud, la pellicola è stata distribuita a partire dal 17 maggio 2012.